# Анселм Мария Фугер фон Бабенхаузен
Анселм Мария Йозеф Кристоф Йохан Баптист Йохан Непомук Руперт Теодор Алойс Карл Фугер фон Бабенхаузен (на немски: Anselm Maria Joseph Christoph Johann Baptist Johann Nepomuk Rupert Theodor Aloys Karl Fürst Fugger von Babenhausen) е граф на Фугер-Кирхберг-Вайсенхорн и от 1803 г. първият имперски княз на Фугер-Бабенхаузен в Долен Алгой, Бавария.

## Биография
Роден е на 1 юли 1766 година в Бабенхаузен. Той е син на граф Анселм Викториан Фугер фон Кирхберг-Вайсенхорн-Бабенхаузен (1729 – 1793), господар на Бооз и Веленбург, и съпругата му фрайин и графиня Мария Валпургис фон Валдбург-Волфег (1740 – 1796), дъщеря на граф Йозеф Франц Леодегар Антон Евзебиус фон Валдбург-Волфег (1704 – 1774) и алтграфиня Анна Мария Луиза Шарлота фон Залм-Райфершайт-Дик (1712 – 1760). По бащина линия той произлиза от Антон Фугер (1493 – 1560) и неговия син Якоб (1542 – 1598) от Аугсбург.
След обучението му от дворцов майстер, пътувания и следване в университета в Майнц, от 1785 г. той се подготвя за бъдещите си задачи като господар в Бабенхаузен. След смъртта на баща му на 7 юли 1793 г. той поема управлението. На 1 август 1803 г. е издигнат на „княз на Бабенхаузен“ от кайзер Франц II във Виена.
През 1815 – 1817 г. той е член на народното събрание във Вюртемберг. За заседанията в Щутгарт той не отива лично, а е заместван от граф Рихард фон Шаесберг-Танхайм.
Умира на 20 ноември 1821 г. в Бабенхаузен след мозъчен удар на 55-годишна възраст. Погребан е в гробницата на Фугерите в дворцовата църква в Бабенхаузен.

## Фамилия
Анселм Мария Фугер фон Бабенхаузен се жени на 15 октомври 1793 г. в Мозхаузен (днес част от Айтрах) за Мария Антония Елизабет фон Валдбург-Цайл-Вурцах (* 8 март 1774, Бад Вурцах; † 5 октомври 1814, Бабенхаузен), дъщеря на княз Еберхард I фон Валдбург-Цайл-Вурцах (1730 – 1807) и графиня Мария Катарина Фугер-Кирхберг-Вайсенхорн (1744 – 1796). Те имат осем деца:
- Мария Каролина (* 18 декември 1794; † 31 май 1799)
- Мария Валбурга Радегундис Кресценция Катарина (* 1 септември 1796, Бабенхаузен; † 27 юли 1833, Бабенхаузен)
- Мария Йозефа Валдбурга Еуфемия Кресценция Юлиана Фугер фон Бабенхаузен (* 19 юни 1798, Бабенхаузен; † 9 май 1831, Вурцах); ∞ на 18 декември 1821 г. във Вурцах за княз Леополд II фон Валдбург-Цайл-Вурцах (* 11 ноември 1795; † 26 април 1861, Вурцах)
- Антон (Антониус) де Падуа Анселм Мария Йозеф Йоханес Непомук Карл Хилариус Фугер фон Бабенхаузен (* 13 януари 1800, Бабенхаузен; † 28 май 1836, Бабенхаузен), 2. княз на Фугер-Бабенхаузен; ∞ на 20 октомври 1825 г. в Бабенхаузен за принцеса Франциска Ксаверия Валбурга Хенриета Каролина Констанца фон Хоенлое-Бартенщайн-Ягстберг (* 29 август 1807, Халтенбергщетен; † 27 октомври 1873, Аугсбург)
- Мария (* 3 октомври 1802; † 25 февруари 1803)
- Йозеф Анселм Мария Рихард Елигиус Францискус Алойзиус Йоханес Непомуценус (* 3 април 1804, Бабенхаузен; † 23 март 1835)
- Якоб Анселм Еберхард Мария Йозеф Антон Йоханес Непомук Карл Аугустин Филип (* 28 август 1805, Бабенхаузен; † 5 април 1832)
- Максимилиан Анселм (* 3 септември 1807; † 20 април 1809)